# Obřezání Páně

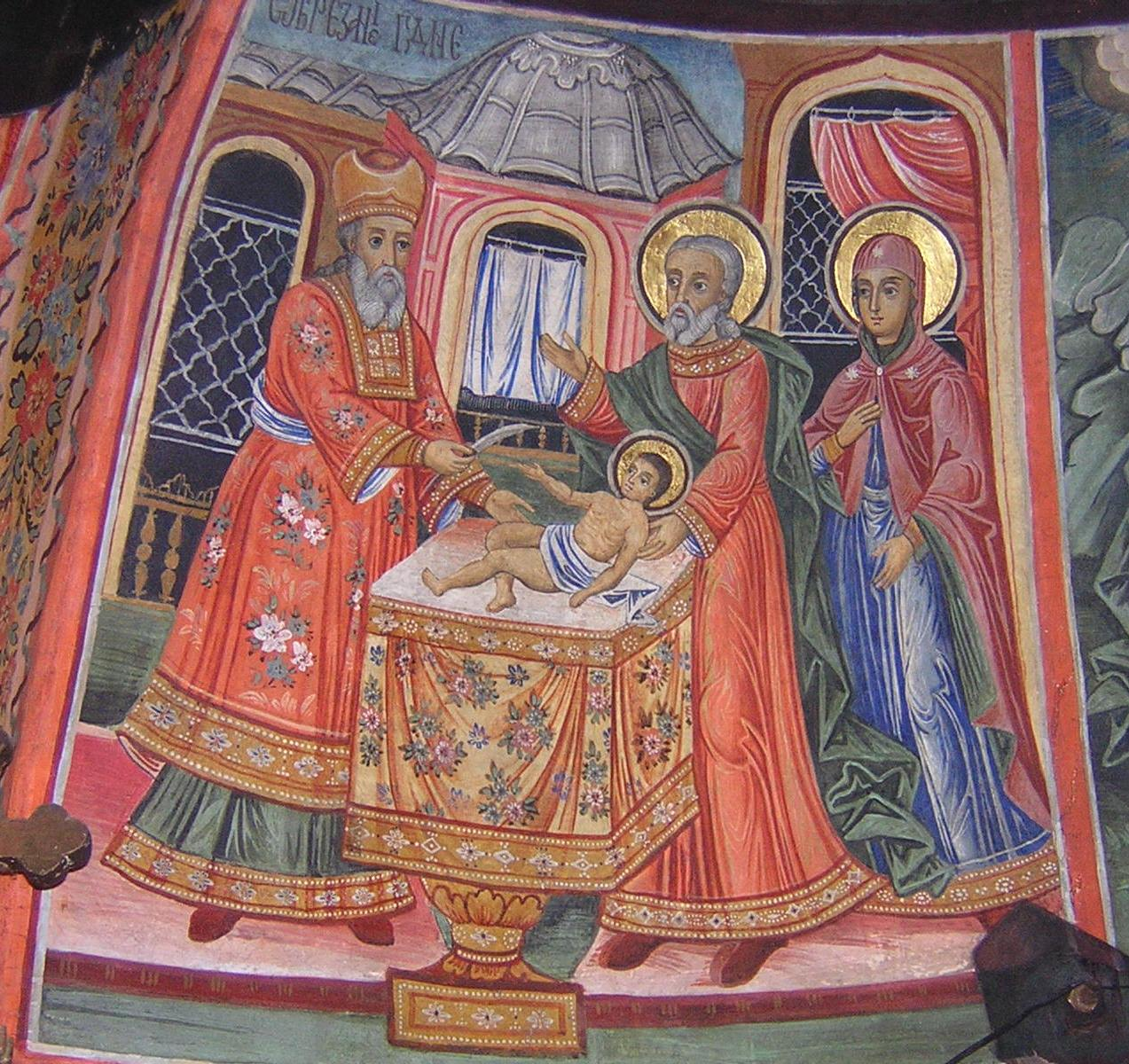
Obřezání Páně (1849-1851). Preobraženský monastýr, nedaleko města Veliko Tarnovo, Bulharsko.

Obřezání Páně je jeden z velkých svátků řeckokatolické a pravoslavné církve. Slaví se 1. ledna spolu se svátkem svatého Basileia Velikého. Svátek byl slaven i v římskokatolické církvi do druhého vatikánského koncilu, kdy jej nahradila Slavnost Matky Boží, Panny Marie, některá tradiční katolická společenství, která se řídí staršími kalendáři, jej slaví stále.
V tento den se v byzantském ritu připomíná obřízka Ježíše Krista zmíněnou v 2. kapitole Lukášova evangelia, která byla podle předpisů Starého zákona vykonána po osmi dnech po narození, proto se i svátek slaví osm dní po narození Páně. Podle církevních otců Ježíš přijal obřízku, aby dokázal, že je skutečným člověkem a jeho tělo není zdánlivé (jako tvrdili zastánci doketismu), a také aby ukázal poslušnost předpisům Zákona.
Polovina bohoslužebných textů, zpívaných v tento den je věnována sv. Basilovi a další polovina Obřezání Páně. V tento den se slaví Liturgie svatého Basila Velikého.
V Slovenské řeckokatolické církvi je tento svátek přikázán.